# Komosa oścista
Komosa oścista, komosa ciernista (Teloxys aristata (L.) Moq.) – gatunek rocznej rośliny z rodziny szarłatowatych. Reprezentuje monotypowy rodzaj Teloxys Moq. Występuje od wschodniej części europejskiej Rosji pod wschodnią Syberię, w Mongolii, Kazachstanie, Kirgistanie, Chinach, Nepalu i Korei. Jako gatunek introdukowany rośnie w Ameryce Północnej, w Japonii, w Europie Środkowej i Włoszech. W Polsce znany jest od 1941 roku z pojedynczych stanowisk. Ma status efemerofita (gatunku przejściowo zawlekanego), ale miejscami też już zadomowionego kenofita.

## Morfologia
PokrójRoślina gęsto, krzaczkowato, silnie rozgałęziona, często o pokroju stożkowatym, cała czerwono nabiegła. Osiąga wysokość od kilku do 30 cm, czasem 40 cm. Pęd w różnym stopniu owłosiony lub nagi. Przynajmniej część gałązek w obrębie kwiatostanów zakończona cierniami.
LiścieKrótkoogonkowe, odwrotnie lancetowate do równowąskich, osiągają do 7 cm długości i 1 cm szerokości. U nasady blaszka długo klinowato zwężona, na szczycie zaostrzona, całobrzega lub słabo ząbkowana.
KwiatyObupłciowe, 5-krotne. Siedzące lub na krótkich szypułkach wyrastają pojedynczo, a nie w pęczkach, ale skupiają się na szczytach pędów w dwuramienne wierzchotki. Listki okwiatu jajowatolancetowate, na szczycie stępione lub zaostrzone, w środkowej części zielone, na brzegach jasne, skórzaste.
OwoceNasiona koliste, spłaszczone grzbietobrzusznie, o ostrym brzegu, bardzo ciemne do czarnych, zamknięte są w owocni cienkiej i białawej.

## Biologia i ekologia
Roślina jednoroczna. Kwitnie od lipca do września. Owoce dojrzewają w październiku.
W granicach współczesnej Polski gatunek zaobserwowany został jako przejściowo zdziczały w Szczecinie w 1941. Później odkryty został w latach 80. XX wieku w kilku miejscowościach świętokrzyskiego jako chwast w uprawach ziemniaków na rędzinach. W pierwotnym swym zasięgu, we wschodniej Europie i w Azji rośnie na suchych, piaszczystych i kamienistych stepach, w dolinach rzek i na polach uprawnych.

## Systematyka
Gatunek rozmaicie był ujmowany systematycznie (stąd duża liczba nazw synonimicznych). Włączany był dawniej zwykle do szeroko ujmowanego rodzaju komosa Chenopodium i stąd polska nazwa zwyczajowa. Po rozbiciu tego rodzaju na taksony monofiletyczne gatunek włączany jest do rodzaju Dysphania lub wyłączany w monotypowy rodzaj Teloxys. Wyniki badań molekularnych wskazują na bazalną pozycję tego rodzaju w obrębie plemienia Dysphanieae obejmującego poza tym rodzaje: Dysphania, Suckleya i Neomonolepis.
W przeszłości w obrębie gatunku, traktowanego jako zbiorowy, opisywano szereg mniejszych gatunków ze względu na zróżnicowanie morfologiczne (np. obecność cierni Ch. aristatum sensu stricto lub bez nich Ch. virginicum), różniących się kształtem liści i ich ząbkowaniem, wielkością roślin i stopniem ich owłosienia. Cechy te jako obecne w całym zasięgu gatunku i w dużym stopniu zmienne nie są współcześnie uznawane za taksonomicznie istotne.